# Ешкеев, Айбат Рафхатович
Айбат Рафхатович Ешкеев (род. 1956) — казахстанский математик, доктор физико-математических наук, профессор, профессор Карагандинского университета им. Академика Е. А. Букетова, профессор кафедры алгебры, математической логики и геометрии им.проф. Т. Г. Мустафина. Число Эрдёша — 4.
Происходит из подрода тока рода куандык племени аргын.

## Степени
- Диплом по специальности «Математик. Преподаватель», Карагандинский государственный университет имени академика Е. А. Букетова (1978 г.)[3]
- «Иностранный язык: два иностранных языка (английский)», Карагандинский государственный университет имени академика Е. А. Букетова (2014 г.)
- Кандидат физико-математических наук, 1995, Институт теоретической и прикладной математики НАН РК, Алматы,

Тема диссертации: «Йонсоновские теории»
Научный руководитель: профессор Толенды Гарифович Мустафин.
- Доктор физико-математических наук, 2010, Евразийский национальный университет

Тема диссертации: «Структура совершенных позитивных йонсоновских теорий»

## Опыт работы
С 1978 по 1981 год работал преподавателем  кафедры алгебры и геометрии в ЦГПИ им. С. Сейфуллина в г. Целинограде.
С1981 по 1984 год был аспирантом кафедры алгебры КарГУ, прикомандированный в ИМ СО РАН город Новосибирск (Академгородок).
С 1984 года по настоящее время работает профессором кафедры алгебры, математической логики и геометрии имени профессора Т.Г. Мустафина КарУ имени академика Е.А. Букетова.
С 2004 по 2007 год был докторантом кафедры алгебры КарГУ, прикомандированный в ИМ СО РАН город Новосибирск (Академгородок).
С 2013 по 2021 год работал заведующим кафедрой  алгебры, математической логики и геометрии имени профессора Т.Г. Мустафина КарУ имени академика Е.А. Букетова.
С 2018 по 2021 года член диссертационного совета по защите диссертаций на присуждение степени доктора философии (PhD), доктора по профилю по специальности «6D060100-Математика».
С 2022 года председатель диссертационного совета по защите диссертаций на присуждение степени доктора философии (PhD), доктора по профилю по направлению подготовки кадров 8D054 Математика и статистика: по образовательной программе 8D05401-Математика / 8D05409201-Математика / по  специальности 6D060100-Математика.

## Награды и звания
- Юбилейная медаль «40 лет КарГУ им. академика Е. А. Букетова» за большой вклад в развитие университета в связи с 40-летним юбилеем Карагандинского государственного университета имени академика Е. А. Букетова (2012 г.)
- «Заслуженный работник Карагандинского государственного университета Е. А. Букетова» (2013 г.)
- Почетная грамота акима района имени Казыбек би города Караганды (2013 г.)
- Благодарственное письмо: за активное участие в успешном проведении международного семинара «Реализация модели содержания образования, ориентированного на компетентности», г. Астана (2015 г.)
- Нагрудной знак «За заслуги в развитии науки Республики Казахстан», № 000423 (2016 г.)
- Нагрудной знак «25 лет Независимости Республики Казахстан» № 15312 (2016 г.)
- «Лучший преподаватель вуза 2016 года»[5]
- 2 марта 2016 года был награжден благодарственным письмом Вritish Council при посольстве Великобритании за помощь в организации и проведении конференции «Подходы к преподаванию учебных предметов на английском языке: Предметно-языковое интегрированное обучение (CLIL)».[6]
- Нагрудной знак «За заслуги развитии науки Республики Казахстан» № 135, (2017 г.)
- «Человек года» КарУ им. академика Е. А. Букетова, 24 декабря 2019 г.
- Нагрудной знак «30 лет Независимости Республики Казахстан» № 05425 (2021 г.)

## Научная деятельность
Среди опубликованных трудов - 4 монографии, 2 учебных пособии, 3 электронных учебников, более 30 учебно-методических комплексов и методических указании, электронных лекции и мультимедийных презентации. Имеет более 300 научных публикаций. Выступал с научными докладами на научных международных конференциях и научных семинарах в университетах таких стран, как Франция, Англия, Германия,  Чехия, Азербайджан, Малайзия, Сербия, Таиланд, Босния и Герцеговина, Китай, Австрия, Южная Корея, Турция,  Швеция, Италия, Испания, Польша, Финляндия, ОАЭ, Россия, и др. В том числе 50 публикации, входящие в базу данных Thomson Reuters, 34 — Scopus, 41 — РИНЦ, 53 — ККСОН МНВО РК.
Был научным руководителем в следующих научных проектах:
1. INTAS-93-3547 (международный проект; 1996-1997 гг.; позиция — ответственный исполнитель);
2. Грант (республиканский проект; 2006—2008 гг.);
3. «Структурные свойства позитивных йонсоновских теорий и их классов экзистенциально замкнутых моделей» (заказчик — МОН РК; 2012—2014 гг.);
4. «Фрагменты и их классы моделей» (заказчик — РГП «Карагандинский государственный университет имени академика Е. А. Букетова»; 2019—2020 гг.);
С 2021 по 2023 являлся научным руководителем научного проекта по теме « Классы косемантичности и их классы моделей» (заказчик — МОН РК).
С 2024 года является руководителем научного проекта по теме AP23489523 «Фрагменты определимых замыканий специальных подмножеств семантической модели фиксированной йонсоновской теории» (заказчик — МНиВО РК).
Выступил с пленарным докладом на тему "Eastern questions in Model Theory" в 4-м Франко-Казахском коллоквиуме по теории моделей: который проходил с 26 по 30 мая 1997 г. в городе Marseille-Luminy, Франция.
Выступил с пленарным докладом на тему "Jonsson spectrum and its models" в 14-м Международном летнем школе-конференции, посвященной 75-летию со дня рождения профессора Брюно Пуаза,  которая проходила 23-29 июня 2021 г. в Эрлаголе, Алтай, Россия.
Выступил с пленарным докладом на тему "On small models in Jonsson theory" в Международном научном конференции  "Математическая логика и компьютерные науки", которая проходила с 7 по 8 октября 2022 г. в городе Астана, Казахстан.
С 14 по 18 ноября 2022 г. принял участие в 7-м Франко-Казахском коллоквиуме по теории моделей и выступил с пленарным докладом на тему «On Jonsson spectra and their closed models» в Институте Камиля Жордана, Лион, Франция.
20 марта 2017 года выступил с докладом «The properties of Jonsson theories and their models» на алгебраическом семинаре кафедры «Алгебры» физико-математического факультета Карлов университета в г. Прага (Чешская Республика).
С 24 сентября по 8 октября 2017 года прошёл зарубежную научную стажировку в университете Клода Бернара Лион-1 (Франция). В этот период он обменивался научным опытом с коллегами из института Камиля Жордана при университете Лион-1 и 5 октября 2017 года выступил с докладом на научном семинаре по теории моделей данного института на тему «Jonsson theories and their classes of models».
С 6 по 10 мая 2019 года в рамках программы «Erasmus» прочитал курс лекций «Теория моделей» на 9-й международной неделе «Управление интернет-коммуникацией» в Университете экономики в г. Катовице (Польша).
Является членом Международной ассоциации символической логики «Association for symbolic logic» (ASL), которая является крупнейшей организацией современных логиков.
Является научным руководителем дипломных работ студентов и диссертационных работ магистрантов и докторантов. Под его руководством в период с 2019 года по настоящее время защитились 11 докторантов PhD. Подготовил более 30 магистрантов.
Научные труды, входящие в базу данных Clarivate Analytics (ThR) и Scopus 50 публикаций, входящих в базу данных Web of Science, 34 - Scopus.
Индекс Хирша по базе данных Clarivate Analytics (ThR) и Scopus : Имеет индекс Хирша по базе Web of Science — 13, по базе Scopus — 12.

### Список значимых трудов
1. Poizat B., Yeshkeyev A. Positive Jonsson Theories // Logica Universalis. — Vol. 12, № 1—2. — 2018. — P. 101—127.
2. Poizat, B., Yeshkeyev, A. Back and Forth in Positive Logic // Studies in Universal Logic, Book Chapter. —2022. — P. 603–609.
3. Yeshkeyev A.R., Ulbrikht O.I., Mussina N.M. Similarities of Hybrids from Jonsson Spectrum and S-Acts // Lobachevskii Journal of Mathematics. — Vol. 44. — 2023. — P. 5502–5518. https://doi.org/10.1134/S1995080223120399
4. Yeshkeyev A. R., Ulbrikht O. I., Omarova M. T. The Number of Fragments of the Perfect Class of the Jonsson Spectrum // Lobachevskii Journal of Mathematics. — Vol. 43. — 2022.  — P. 3658–3673.
5. Yeshkeyev A.R., Ulbrikht O.I., Issayeva A.K. Algebraically prime and atomic sets // Turkic World Mathematical Society Journal of Pure Applied Mathematics. - 2023. - Vol. 14. -No. 2. - P. 232-245. DOI: 10.30546/2219-1259.14.2.2023.232
6. Yeshkeyev A.R., Kassymetova M.T., Ulbrikht O.I. Independence and simplicity in Jonsson theories with abstract geometry // Siberian Electronic Mathematical Reports. — 2021. — Vol. 18.-№.1. — P. 433—455. http://semr.math.nsc.ru/v18/n1/p433-455.pdf
7. Ешкеев А. Р., Ульбрихт О. И. JSp-косемантичность R-модулей // Сибирские электронные математические известия. — 2019. — Т. 16. — С. 1233—1244.
8. Ешкеев А. Р., Ульбрихт О. И. JSp-косемантичность и JSB свойство абелевых групп // Сибирские электронные математические известия. — 2016. — Т. 13. — С. 861—874.
9. Yeshkeyev А.R., Kassymetova M.T., Shamatayeva N.K. Model-theoretic properties of the #-companion of a Jonsson set // Eurasian mathematical journal. — Vol. 9, № 2. — 2018. — P. 68—81.
10. Ешкеев А. Р. The structure of lattices of positive existential formulae of (∆-PJ)-theories // Science Asia-Journal of The Science Society of Thailand. — Volume 39 Supplement 1 (July 2013). — P. 19—24.
11. Ешкеев А. Р. On Jonsson stability and some of its generalizations // Journal of Mathematical Sciences. — Springer New York, Volume 166, 2010. — Number 5. — P. 646—654.
12. Ешкеев А. Р. О некоторых видах атомности среди счетных моделей в классе для -PJ-теорий и -PR-теорий // Математический журнал, Алматы, 2008. — № 1(27). — С. 25—33.
13. Ешкеев А. Р. Счетная категоричность — -теорий // Вестник КазНУ. — Серия математика, механика, информатика, № 3, Специальный выпуск. — 2008. — С.64-69.
14. Ешкеев А. Р. О центральных типах — теорий // Вестник КарГУ. — Серия математика, 2009. — № 4 (56). — С. 34—39.
15. Ешкеев А. Р. О йонсоновской стабильности и некоторых её обобщениях // Фундаментальная и прикладная математика: Вып. 8, МГУ, ЦНИТ, 2008. — C. 117—128.
16. Ешкеев А. Р. The Properties of Positive Jonsson’s Theories and Their Models // International Journal of Mathematics and Computation. — 2014. — Volume 22, Issue Number 1. — P. 161—171.
17. Yeshkeyev A.R., Tungushbayeva I.O., Ulbrikht O.I. On some types of algebras of a Jonsson spectrum // Siberian Electronic Mathematical Reports. – Новосибирск, 2024. – Vol. 21. No. 2. – P. 866-881
18. Yeshkeyev A.R., Tungushbayeva I.O., Kassymetova M.T. On the Kaiser Class of a Jonsson Theory // Symmetry. – Basel, 2025. – Vol. 17, I. 6. – P. 870(1-25). (Scopus CiteScore 2024 5.3, 93% – Gerenal Mathematics)